# Jérôme (bande dessinée)
Pour les articles homonymes, voir Jérôme.
Jérôme est une bande dessinée belge mais plus spécialement flamande, créée par Willy Vandersteen (1913-1990). C'est cependant l'atelier Vandersteen qui signe. Il existe 93 albums parus en langue française pour cette série, entre 1964 et 1982. L'éditeur français est Erasme.
Cette série est, en fait, une série dérivée de Bob et Bobette, du même auteur. C'est un spin-off autour du personnage de Jérôme, cascadeur doté d'une force surhumaine. Il joue les super-héros, parfois accompagné d'un jeune apprenti, Odilon. 
Jérôme a toujours les yeux dessinés fermés.

## Épisodes
Il existe une période principale, dite verte. Les premiers albums n'ont pas été verts tout de suite et leur maquette a donc évolué. Il existe d'autres bandes, publicitaires le plus souvent.

### Période verte
1964
1. Le mystère de Brispierre
2. La couronne mystérieuse
1965
3. Jérôme roi de la jungle
4. Le tomahawk d'or
5. Le gnome de bronze
6. L'île verte
1966
7. Le collectionneur original
8. La ville sous-marine
9. Les anneaux de Jupiter
10. Compo le géant
1967
11. La chasse dangereuse
12. Le cascadeur d'or
13. Le roi de la tomate
14. Les mouches de Masakin
1968
15. Le gardian masqué
16. Les chasseurs de chaussures
17. Le rat d'acier
18. Le volcan d'Itihat
19. Les glaçons de Loch Latham
20. Le chasseur de trésors)
21. Les alchimistes
1969
22. La tête d'or
23. Le breuvage magique
24. Aventure en Berunka
25. Les corbeaux de la tour de Londres
26. Les perles de Majorque
27. Le vaisseau fantôme
28. Le canon turc
29. Les licornes vertes
1970
30. La bombarde
31. Des roses pour la Berunka
32. L'arc-en-ciel bagarreur
33. La chenille de l'espace
34. Le temple du silence
35. Le biplan fantôme
36. Jérôme contre Jérôme
1971
37. Le mystère de la route nationale
38. Le bouée rouge
39. Les pirates de l'air
40. La clavicule du dinosaure
41. Quand les cigares explosent
42. Les joujoux dangereux
43. La chauve-souris
44. Razzia à Djerba
1972
45. La grande crevette
46. Le phare de Dragonera
47. Les Morrigans
48. La main noire
49. La piscine dangereuse
50. Les menhirs dansants
51. La couronne enchantée
1973
52. Les statues ardentes
53. Les autophages
54. Le chien noir et la sorcière
1974
55. Les flammes gelées
56. Le syndicat des cascadeurs
57. La ruche
58. L'enlèvement
1975
59. Le pied du druide
60. Le carreau rouillé
61. Le faiseur de vent
62. La gondole noire
1976
63. Le Chevalier Fantôme
64. Les voleurs de ferraille
65. Le dragon à deux cornes
66. Les pilleurs de banque
67. L'énigme de la mine
1977
68. Une île au soleil
69. Le strato klepto cumulus
70. La légende
71. Les voleurs de fruits
72. Aventure au Far-West
1978
73. Le gayo jaune
74. Le géant de la forêt
75. Le petit bois ensorcelé
76. Les escargots de Fukuzawa
77. Des momies à Morotari
78. Les chaudrons de Cocolo
1979
79. Le maniaque de la mécanique
80. Le tournoi
81. Au pays des dragons
82. Les chevaliers-brigands
1980
83. Sous-marin en folie
84. Aventure au zoo
85. Le fort englouti
86. La reine des bisons
87. Kola le koala
1981
88. Le robot attaque
89. Le géant des neiges
90. Le dieu dans l'île
91. Jérôme contre Diabolus
92. Le chapeau de Vidolmes
1982
93. Le koala masqué